# MS-DOS

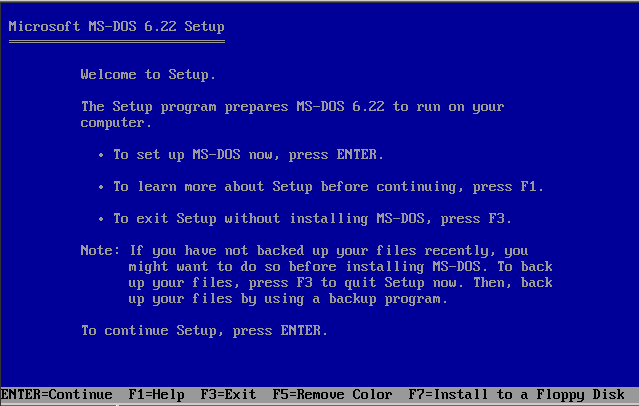
Instalator systemu MS-DOS 6.22

MS-DOS (ang. Microsoft Disk Operating System) – system operacyjny stworzony przez przedsiębiorstwo Microsoft na podstawie nabytego przez nie kodu źródłowego systemu QDOS (ang. Quick and Dirty Operating System) stworzonego przez Seattle Computers. Jest to wersja systemu operacyjnego DOS przeznaczona dla komputerów IBM PC.
MS-DOS był napisany w całości w języku assembly 8086
Choć MS-DOS sam w sobie jest środowiskiem tekstowym, rolę graficznej nakładki działającej na tym systemie spełniać miał DOS Shell oraz wczesne wersje systemu Microsoft Windows. Od rozwiązań Microsoftu bardziej popularny okazał się jednak Norton Commander – napisany poza firmą Microsoft DOS-owy menedżer plików, korzystający z tzw. semigrafiki środowiska tekstowego DOS. Prócz tego istniały także inne programy będące graficznymi nakładkami na system, takie jak np. XTree. Późniejsze wersje Windows (od 3.0 wzwyż w linii systemów 9x, kończącej się systemem Millennium Edition) stawały się coraz bardziej samodzielnymi systemami operacyjnymi, tworząc odrębną, własną platformę programistyczną. Jednak wszystkie systemy tej linii startowały z poziomu DOS-a i były z nim zgodne wstecz.
Wraz z pojawieniem się systemu Windows 95 firma Microsoft oficjalnie zaprzestała rozwoju MS-DOS jako autonomicznego systemu operacyjnego, ostatnia samodzielna jego wersja nosi numer 6.22. Wersje 7, 7.1 i 8.0 MS-DOS są bazą, na której zbudowane zostały systemy Windows 9x/Millenium, stanowiąc ich integralną część i nie były sprzedawane jako oddzielny produkt.
W 1993 roku wprowadzony został system Microsoft Windows NT, gdzie Microsoft po raz pierwszy zrezygnował z używania MS-DOS-a jako podstawy systemu operacyjnego. Natomiast usunięcie systemu MS-DOS z linii Microsoft Windows przeznaczonych dla użytkowników domowych było trudnym krokiem, gdyż duża część istniejących wtedy programów, wśród nich wiele gier, było zaprojektowanych wyłącznie dla systemu DOS. Dlatego też Microsoft utrzymywał dwie linie systemów: Windows 9x/Windows Millennium Edition (Me) oraz linię Windows NT. W Windows Me system MS-DOS został ukryty przed użytkownikiem – bez odpowiednich modyfikacji nie istniała możliwość uruchomienia samego środowiska tekstowego przy starcie systemu – natomiast od wersji Microsoft Windows XP nie są już wydawane systemy operacyjne bazujące na MS-DOS.
Mimo jego braku w nowszych systemach operacyjnych, nadal można korzystać z niektórych poleceń MS-DOS-a po uruchomieniu interpretera poleceń instrukcją cmd. Większość aplikacji napisanych dla systemu operacyjnego MS-DOS w tym przypadku jednak nie będzie się uruchamiać albo będzie działać nieprawidłowo, lecz wtedy można skorzystać z pomocy emulatorów takich jak np. DOSBox.
W 2018 roku Microsoft opublikował kod źródłowy MS-DOS 1.25 i 2.0 na repozytorium GitHub.

## Ważniejsze polecenia MS-DOS
| Polecenie                                                          | Opis |
| ------------------------------------------------------------------ | --- |
| <litera>:                                                          | zmiana bieżącego dysku (np. a:)                                                                            |
| dir                                                                | wyświetlanie zawartości bieżącego katalogu lub wyszukanie pliku o danym formacie albo nazwie np. dir *.txt |
| cd <katalog>                                                       | zmiana bieżącego katalogu (np. cd windows)                                                                 |
| copy <nazwa pliku><miejsce docelowe>                               | kopiowanie plików (np. copy c:\command.com c:\windows\command.com)                                         |
| xcopy <nazwa pliku><miejsce docelowe>                              | polecenie zewnętrzne dla rozszerzonego kopiowania plików i katalogów                                       |
| del <nazwa pliku> lub erase <nazwa pliku>                          | usuwanie pliku (np. del c:\config.sys); erase jest używane w usuwaniu wielu plików                         |
| ren <nazwa pliku><nowa nazwa> lub rename <nazwa pliku><nowa nazwa> | zmiana nazwy pliku (np. ren c:\config.sys c:\config1.sys)                                                  |
| move <nazwa><miejsce docelowe>                                     | przenoszenie pliku lub katalogu (np. move c:\command.com c:\windows\command.com)                           |
| md <nazwa> lub mkdir <nazwa>                                       | tworzenie nowego katalogu (np. md c:\super)                                                                |
| rd <nazwa> lub rmdir <nazwa>                                       | usuwanie istniejącego katalogu (np. rd c:\super)                                                           |
| attrib <parametr><nazwa pliku>                                     | wyświetlanie lub zmiana atrybutów plików i katalogów (np. attrib -A c:\config.sys)                         |
| fdisk                                                              | polecenie zewnętrzne uruchamiające program zarządzania partycjami                                          |
| format <litera>: <parametr>                                        | formatowanie partycji (np. format c: /q)                                                                   |
| vol <litera>:                                                      | wyświetlanie informacji o dysku (np. vol c:)                                                               |
| help                                                               | wywołanie pomocy                                                                                           |
| help <polecenie>                                                   | wyświetlanie pełnej pomocy dotyczącej danego polecenia                                                     |
| <polecenie>/?                                                      | wyświetlanie podstawowej pomocy dotyczącej danego polecenia                                                |
| date <rrrr-mm-dd>                                                  | wyświetlanie i ustawianie bieżącej daty (np. date 2006-07-02)                                              |
| time <gg:mm:ss>                                                    | wyświetlanie i ustawianie czasu (np. time 16:25:30)                                                        |
| start <plik>                                                       | uruchamianie pliku programu lub programu skojarzonego z plikiem (od MS-DOS 7.0)                            |
| ver                                                                | wyświetlanie wersji systemu                                                                                |
| mem                                                                | wyświetlanie informacji o pamięci                                                                          |
| edlin <nazwa pliku>                                                | edytor linii tekstu                                                                                        |
| edit <nazwa pliku>                                                 | pełnoekranowy edytor tekstu                                                                                |
| exit                                                               | zamknięcie procesora poleceń (wtórnego lub okna konsoli)                                                   |
| cls                                                                | czyszczenie ekranu konsoli                                                                                 |
| subst                                                              | przydzielenie dysku logicznego do katalogu                                                                 |
| qbasic                                                             | pełnoekranowy edytor i interpreter QBasic służący do programowania w języku BASIC                          |

## Historia
| Wersja                                                | Maksymalna wielkość dysku twardego | Obsługiwane systemy plików | Obsługa dyskietek 3.5"   | Obsługa dyskietek 5.25" | Zintegrowany program do kompresji          | Zintegrowana obsługa długich nazw plików | Data publikacji |
| ----------------------------------------------------- | ---------------------------------- | -------------------------- | ------------------------ | ----------------------- | ------------------------------------------ | ---------------------------------------- | --------------- |
| MS-DOS 1.1                                            | nieobsługiwane                     | FAT12                      | nie                      | 360 kB                  | nie                                        | nie                                      | 1982            |
| MS-DOS 2.0                                            | 10 MB                              | FAT12                      | nie                      | 360 kB                  | nie                                        | nie                                      | 1983            |
| MS-DOS 3.0                                            | 32 MB                              | FAT12                      | nie                      | 360 kB, 1,2 MB          | nie                                        | nie                                      | 1984            |
| MS-DOS 3.2                                            | 32 MB                              | FAT12                      | 720 kB                   | 360 kB, 1,2 MB          | nie                                        | nie                                      | 1986            |
| MS-DOS 3.3                                            | 32 MB                              | FAT12                      | 720 kB, 1,44 MB          | 360 kB, 1,2 MB          | nie                                        | nie                                      | 1987            |
| MS-DOS 4.0                                            | 2 GB                               | FAT12, FAT 16              | 720 kB, 1,44 MB          | 360 kB, 1,2 MB          | nie                                        | nie                                      | 1988            |
| MS-DOS 5.0                                            | 2 GB                               | FAT12, FAT 16              | 720 kB, 1,44 MB, 2,88 MB | 360 kB, 1,2 MB          | nie                                        | nie                                      | 1991            |
| MS-DOS 6.0                                            | 2 GB                               | FAT12, FAT 16              | 720 kB, 1,44 MB, 2,88 MB | 360 kB, 1,2 MB          | Doublespace                                | nie                                      | 1994            |
| MS-DOS 6.2                                            | 2 GB                               | FAT12, FAT 16              | 720 kB, 1,44 MB, 2,88 MB | 360 kB, 1,2 MB          | Doublespace                                | nie                                      | 1994            |
| MS-DOS 6.21                                           | 2 GB                               | FAT12, FAT 16              | 720 kB, 1,44 MB, 2,88 MB | 360 kB, 1,2 MB          | nie                                        | nie                                      | 1994            |
| MS-DOS 6.22                                           | 2 GB                               | FAT12, FAT 16              | 720 kB, 1,44 MB, 2,88 MB | 360 kB, 1,2 MB          | DriveSpace                                 | nie                                      | 1994            |
| MS-DOS 7.0 (Windows 95A)                              | 2 GB                               | FAT12, FAT 16              | 720 kB, 1.44 MB, 2.88 MB | 360 kB, 1.2 MB          | DriveSpace                                 | nie (DOSLFN)                             | 1995            |
| MS-DOS 7.1x (Windows 95B/OSR2, 95C/OSR2.5, 98 i 98SE) | 124.55 GB                          | FAT12, FAT 16, FAT 32      | 720 kB, 1,44 MB, 2,88 MB | 360 kB, 1,2 MB          | DriveSpace w Windows 95, brak w Windows 98 | nie (DOSLFN)                             | 1996            |
| MS-DOS 8.0 (Windows Me)                               | 124.55 GB                          | FAT12, FAT 16, FAT 32      | 720 kB, 1,44 MB, 2,88 MB | 360 kB, 1,2 MB          | nie                                        | nie (DOSLFN)                             | 2000            |

## Konfiguracja
Cała konfiguracja MS-DOS znajduje się w zasadzie w 2 lub 3 plikach: CONFIG.SYS, AUTOEXEC.BAT oraz w nowszych systemach – MSDOS.SYS. Plik CONFIG.SYS definiuje konfigurację systemu operacyjnego, AUTOEXEC.BAT pełni funkcję swoistego Autostartu, natomiast plik MSDOS.SYS był w samodzielnych wersjach systemu, czyli do wersji 6.22, plikiem binarnym zawierającym kod wykonywalny, a dopiero w późniejszych wersjach – tekstowym plikiem konfiguracyjnym.

## Związek z CP/M
Pierwsze wersje tego DOS-a były zaprojektowane do odczytu plików systemu operacyjnego CP/M, a także odwołania systemowe (ang. system calls) zostały skopiowane bezpośrednio z CP/M-a. Istnieją ponadto dwie nagrody „Zeidman Challenges” o wysokości 100 000 dolarów każda za udowodnienie przy pomocy akceptowalnych metod naukowych tezy, że MS-DOS jest kopią CP/M-a, oraz za znalezienie w kodzie źródłowym funkcji pokazującej imię i nazwisko Gary’ego Kildalla lub informację o prawach autorskich DRI (autorów CP/M-a).